# Maori (sprog)
Māori (/ˈmaʊri/; māorisk udtale: [ˈmaːɔɾi]), også kendt som te reo ('sproget'), er det indfødte polynesiske sprog i New Zealand, talt af maorier, den oprindelige befolkning i landet. Der er ca. 160.000, der taler sproget, svarende til 3,8 % af New Zealands befolkning. Māori blev anerkendt som et officielt sprog af New Zealand i 1987. Fra 2015 rapporterede 55 % af voksne maorier en vis viden om sproget, men af disse bruger kun 64 % sproget hjemme, og omkring 50.000 kan tale sproget "godt" eller "meget godt". Ordet "kiwi" er māori.
Oprindeligt var der intet indfødt skrivesystem i māori. Omkring 1814 blev det latinske alfabet bragt, og i 1820 blev det skrevne sprog systematiseret af Samuel Lee og Hongi Hika.